# ميغل أنغل لوبز
ميغل أنغل لوبز (بالإسبانية: Miguel Ángel López)‏ (و. 1994  م) هو راكب دراجة هوائية، من كولومبيا، شارك في طواف لانكاوي 2016، وطواف النمسا 2017، وطواف سويسرا 2017، وطواف برغش 2017، وطواف إسبانيا 2017، وتيرينو ادرياتيكو 2018، وطواف إسبانيا 2016، وطواف سويسرا 2016، وفولتا كاتالونيا 2016، وركوب الدراجات في الألعاب الأولمبية الصيفية 2016، وطواف إقليم الباسك 2016، وطواف روماندي 2016، وجيرو ديل ترينتينو 2018، يلعب كمتخصص التسلق ‏.

## سباقات أو مراحل فاز بها
| التاريخ        | السباق                                                      | المركز                                                                   |
| -------------- | ----------------------------------------------------------- | ------------------------------------------------------------------------ |
| 30 أغسطس 2014  | تور دي أفينير 2014                                          | الفائز في التصنيف العام                                                  |
| 08 أغسطس 2015  | طواف برغش 2015                                              |                                                                          |
| 24 يناير 2016  | طواف سان لويس 2016                                          | الأول في تصنيف أفضل شاب، الرابع في التصنيف العام، الخامس في تصنيف الجبال |
| 02 مارس 2016   | طواف لانكاوي 2016                                           |                                                                          |
| 27 مارس 2016   | فولتا كاتالونيا 2016                                        | التاسع في تصنيف أفضل شاب                                                 |
| 09 أبريل 2016  | طواف إقليم الباسك 2016                                      | المرتبة 20 في التصنيف العام                                              |
| 19 يونيو 2016  | طواف سويسرا 2016                                            | الفائز في التصنيف العام                                                  |
| 28 سبتمبر 2016 | ميلانو-تورينو 2016                                          | الفائز في التصنيف العام                                                  |
| 08 يوليو 2017  | طواف النمسا 2017                                            | الثاني في التصنيف العام، الثالث في تصنيف الجبال، الرابع في تصنيف النقاط  |
| 05 أغسطس 2017  | طواف برغش 2017                                              | الرابع في التصنيف العام                                                  |
| 10 سبتمبر 2017 | طواف إسبانيا 2017                                           | الثاني في تصنيف الجبال، السابع في تصنيف النقاط، الثامن في التصنيف العام  |
| 18 فبراير 2018 | طواف عمان 2018                                              | الأول في تصنيف أفضل شاب، الثاني في التصنيف العام، السابع في تصنيف النقاط |
| 25 فبراير 2018 | طواف أبو ظبي 2018                                           | الأول في تصنيف أفضل شاب، الثالث في التصنيف العام                         |
| 27 مايو 2018   | طواف إيطاليا 2018                                           | الأول في تصنيف أفضل شاب، الثالث في التصنيف العام                         |
| 11 أغسطس 2018  | طواف برغش 2018                                              | الأول في تصنيف النقاط، الثاني في التصنيف العام، الثاني في تصنيف الجبال   |
| 01 فبراير 2019 | بطولة كولومبيا لسباق الدراجات ضد الزمن 2019                 |                                                                          |
| 17 فبراير 2019 | طواف كولومبيا 2019                                          | الفائز في التصنيف العام                                                  |
| 31 مارس 2019   | فولتا كاتالونيا 2019                                        | الفائز في التصنيف العام                                                  |
| 02 يونيو 2019  | طواف إيطاليا 2019                                           | الأول في تصنيف أفضل شاب، السابع في التصنيف العام                         |
| 01 يناير 2020  | طواف أمريكا للدراجات 2020                                   |                                                                          |
| 01 يناير 2021  | طواف أندلوسيا 2021                                          | الفائز في التصنيف العام                                                  |
| 08 يونيو 2021  | مونت فينتو دينفلاي تشالنجز 2021                             | الفائز في التصنيف العام                                                  |
| 06 أغسطس 2022  | طواف برغش 2022                                              | الأول في تصنيف الجبال، الثالث في التصنيف العام                           |
| 01 يناير 2023  | 2023 Colombia National Road Cycling Championships - Men ITT | الأول في التصنيف العام                                                   |
| 29 يناير 2023  | فولتا سان خوان 2023                                         | الأول في التصنيف العام، الرابع في تصنيف الجبال                           |
| 05 مارس 2023   | Vuelta a Catamarca Internacional 2023                       | الفائز في التصنيف العام                                                  |
| 02 أبريل 2023  | 2023 Vuelta BANTRAB                                         |                                                                          |
| 25 يونيو 2023  | فولتا كولومبيا 2023                                         | الأول في التصنيف العام، الأول في تصنيف الجبال، الأول في تصنيف النقاط     |

## روابط خارجية
- ميغل أنغل لوبز على موقع الاتحاد الدولي للدراجات (الإنجليزية)
- ميغل أنغل لوبز على موقع أرشيف الدراجات (الإنجليزية)
- ميغل أنغل لوبز على موقع إحصائيات الدراجات الإحترافية (الإنجليزية)
- ميغل أنغل لوبز على موقع نسبة الدراجات (الإنجليزية)
- ميغل أنغل لوبز على موقع CycleBase (الإنجليزية)
- ميغل أنغل لوبز على موقع اللجنة الأولمبية الدولية (الإنجليزية)
- ميغل أنغل لوبز على موقع أوليمبيديا (الإنجليزية)